# عدن مدفن (إب)

تعديل مصدري - تعديل

عدن مدفن محلة تابعة لقرية المربض، التابعة لعزلة البحريين بمديرية إب إحدى مديريات محافظة إب في الجمهورية اليمنية، بلغ تعداد سكانها 54 حسب تعداد اليمن لعام 2004.